# Краковщина
Краковщина (укр. Краківщина) — село на Украине, находится в Брусиловском районе Житомирской области.
Код КОАТУУ — 1820987005. Население по переписи 2001 года составляет 115 человек. Почтовый индекс — 12630. Телефонный код — 4162. Занимает площадь 7,58 км².

## Адрес местного совета
12630, Житомирская область, Брусиловский р-н, с. Хомутец, ул. Центральная, 16; тел. 2-32-35.